# Мишин, Евгений Александрович
Евге́ний Алекса́ндрович Ми́шин (21 февраля 1976, Отрадное, Ленинградская область — 17 августа 2024, Лос-Анджелес) — российский культурист, двукратный участник самого престижного в мире турнира по культуризму — «Мистер Олимпия» (2010, 2011).

## Биография
Евгений Мишин родился и вырос в городе Отрадное Ленинградской области, его мать по профессии врач, а отец — капитан загранплавания.
В 1998 году окончил НГУ имени Лесгафта по специальности «Физкультурно-оздоровительная работа и туризм».
Заниматься бодибилдингом начал в 1990 году.
В 1998—2003 годах работал в стрип-шоу в российских ночных клубах.
Работал также как персональный тренер и модель.
По данным на 16 мая 2009 года являлся лучшим российским бодибилдером, занимал 20 место в мировом профессиональном рейтинге Международной федерации бодибилдинга.
Жена — Лена Скарчафико.
Последние годы постоянно проживал и тренировался за пределами России, в основном в Лос-Анджелесе.
Скоропостижно скончался 17 августа 2024 года в Лос-Анджелесе в возрасте 48 лет.

## Антропометрические данные
- Рост — 186 см
- Вес в межсезонье — 140 кг
- Вес соревновательный — 136 кг
- Объём бицепса — 56 см
- Объём груди — 152,5 см
- Объём бедра — 84 см
- Талия — 91 см

## Спортивные достижения
- 1994 — 4 место на чемпионате Санкт-Петербурга среди юниоров
- 1997 — 6 место на чемпионате России по пауэрлифтингу
- 1999 — 5 место на Кубке России
- 2002 — Победитель Кубка России в тяжёлом весе (свыше 90 кг)
- 2002 — чемпион Европы в тяжёлом весе (свыше 90 кг)
- 2003 — 20 место в Гран-при Night of Champions
- 2004 — 19 место в Гран-при Night of Champions
- 2006 — 17 место в Гран-при Colorado Pro
- 2006 — 18 место в Гран-при New York Pro
- 2006 — 17 место в Гран-при Ironman Pro Invitational
- 2006 — 17 место в Гран-при San Francisco Pro Invitational
- 2007 — 6 место в Гран-при Europa show
- 2008 — 15 место в Гран-при New York Pro
- 2008 — 15 место в Гран-при NY Pro Show
- 2008 — 10 место в Гран-при Houston Pro Show
- 2009 — 8 место в Гран-при NY Pro Show
- 2010 — 3 rd place at the Europa pro show
- 2010 — 6 место в Гран-при NY Pro Show
- 2010 — 17 место на турнире «Мистер Олимпия»
- 2011 — 3 место в Гран-при Europa pro show
- 2011 — 17 место на турнире «Мистер Олимпия»